# Teplička nad Váhom
Teplička nad Váhom (Hongaars: Vágtapolca) is een Slowaakse gemeente in de regio Žilina, en maakt deel uit van het district Žilina.
Teplička nad Váhom telt 3.771 inwoners.